# Gergely Kiss
Gergely Kiss, nacido en Budapest el 21 de septiembre de 1977, jugador internacional húngaro de waterpolo.

## Clubs
- VK Primorac

## Palmarés
Como jugador de club
- 1 vez ganador de la Copa de Montenegro de waterpolo masculino (2009)

Como jugador de la selección húngara de waterpolo
- Oro en los juegos olímpicos de Pekín 2008
- Bronce en el campeonato europeo de waterpolo Málaga 2008
- Plata en el campeonato mundial de waterpolo Melbourne 2007
- Plata en la FINA World League en Berlín en 2007
- Plata en el campeonato europeo de waterpolo Belgrado 2006
- Plata en la FINA World Cup en Budapest en 2006
- Plata en el campeonato mundial de waterpolo Montreal 2005
- Oro en los juegos olímpicos de Atenas 2004
- Oro en la FINA World League en Long Beach en 2004
- Oro en el campeonato mundial de waterpolo Barcelona 2003
- Bronce en el campeonato europeo de waterpolo Kranj 2003
- Oro en la FINA World League en Nueva York en 2003
- Plata en la FINA World Cup en Belgrado en 2002
- Bronce en la FINA World League en Patras en 2002
- Bronce en el campeonato europeo de waterpolo Budapest 2001
- Oro en los juegos olímpicos de Sídney 2000
- Oro en el campeonato europeo de waterpolo Florencia 1999
- Oro en la FINA World Cup en Sídney en 1999
- Oro en el campeonato europeo de waterpolo Sevilla 1997
- Bronce en la FINA World Cup en Atenas en 1997